# Fred F. Finklehoffe
Fred F. Finklehoffe (* 16. Februar 1910 in Springfield, Massachusetts; † 5. Oktober 1977 in Springtown, Pennsylvania) war ein US-amerikanischer Schriftsteller, Drehbuchautor und Theaterproduzent, der zu einigen bedeutenden Filmmusicals der 1940er Jahre das Drehbuch (mit)schrieb.

## Leben und Wirken
Finklehoffe wurde in jungen Jahren in eine Militärakademie gesteckt und erhielt von den ausgehenden 1920er bis in die frühen 1930er Jahre hinein eine entsprechende Ausbildung an der Augusta Military Academy sowie am Virginia Military Institute. 1932 schloss er mit einem Bachelor of Arts ab, es folgte eine juristische Fortbildung an der Yale Law School, die Finklehoffe mit einem Bachelor of Laws beendete.
Unmittelbar danach wandte sich Finklehoffe der Schriftstellerei zu und verfasste das Stück Brother Rat. Am 16. Dezember 1936 erlebte diese Komödie ihre Erstaufführung am Broadway und lief überaus erfolgreich bis in den Mai 1938 hinein. Daraufhin wurde auch Hollywood auf den Nachwuchsautoren aufmerksam und kaufte Finklehoffe die Verfilmungsrechte ab. Ende Oktober 1938 lief die Filmfassung von Brother Rat, die u. a. an seiner alten Alma Mater in Virginia gedreht wurde, in den amerikanischen Kinos an. Finklehoffe übersiedelte daraufhin nach Los Angeles und war die 1940er-Jahre hindurch überwiegend als Drehbuchautor in Diensten der MGM tätig. In den Jahren des Zweiten Weltkriegs wurde Finklehoffe zeitweise der Hausautor von Judy Garlands Musikromanzen. Für die letzte dieser Arbeiten, Heimweh nach St. Louis, erhielt er, zusammen mit seinem Co-Autoren Irving Brecher, eine Oscar-Nominierung in der Kategorie „Bestes adaptiertes Drehbuch“.
Zwischen 1947 und 1957 pendelte Finklehoffe zwischen Hollywood und New York hin und her; in diesen Jahren produzierte er eine Reihe von Bühnenstücken am Broadway. Nachdem sein letztes Stück Hide and Seek ein gewaltiger Misserfolg wurde und nur ganze vier Tage (sieben Vorstellungen) an der Theatermeile lief, kehrte Finklehoffe der Bühne endgültig den Rücken zu und fand fortan nur noch ein wenig Beschäftigung als Autor einzelner Folgen zu Fernsehserien. In seinem Todesjahr konnte er nach rund zweieinhalb Jahrzehnten Kinoabstinenz wieder ein Filmdrehbuch realisieren.

## Filmografie
als Drehbuchautor, wenn nicht anders angegeben
- 1938: The Mad Miss Manton
- 1940: Brother Rat and a Baby
- 1940: Heiße Rhythmen in Chicago (Strike Up the Band)
- 1941: Babes on Broadway
- 1942: For Me and My Gal
- 1943: Best Foot Forward
- 1943: Girl Crazy
- 1944: Meet Me in St. Louis
- 1946: Mr. Ace
- 1947: Das Ei und ich (The Egg and I) (auch Produktion)
- 1948: Words and Music
- 1950: Krach mit der Kompanie (At War With the Army) (auch Produktion)
- 1951: Der Prügelknabe (The Stooge)
- 1957: Alcoa Theatre: Episode: Lollipop Louie (auch Produktion) (TV)
- 1959: Meet Me in St. Louis (TV-Version)
- 1962: McHale‘s Navy (TV-Serie, eine Folge)
- 1963: The Richard Boone Show (TV-Serie, eine Folge)
- 1967: The Danny Thomas Hour (TV-Serie, eine Folge)
- 1977: My Boys are Good Boys

## Theatertätigkeit (komplett)
- 1936–38: Brother Rat (Autor)
- 1942–43: Showtime (Autor und Produktion)
- 1943: Laugh Time (Produktion)
- 1947–48: The Heiress (Produktion)
- 1948–49: Red Gloves (Produktionsassistent von Jed Harris)
- 1950–52: Affairs of State (Produktion)
- 1955: Ankles Aweigh (Produktion)
- 1957: Hide and Seek (Produktion)